# Thomas Lyttelton, 3. Viscount Chandos

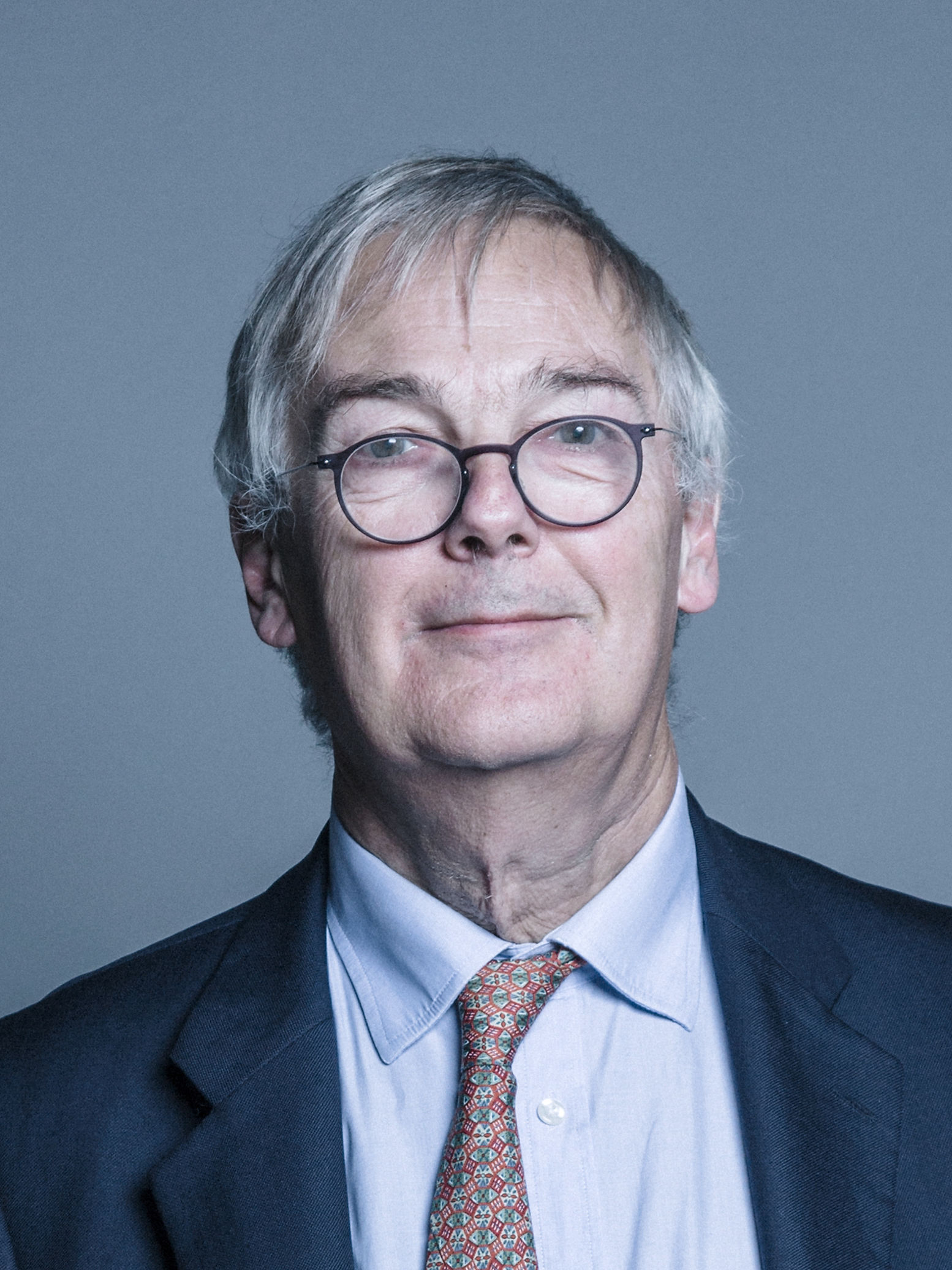
Thomas Lyttelton, 3. Viscount Chandos

Thomas Orlando Lyttelton, 3. Viscount Chandos (* 12. Februar 1953) ist ein britischer Politiker der Labour Party und Peer.

## Leben und Karriere
Er besuchte das Eton College und machte 1974 seinen Abschluss am Worcester College der Universität von Oxford.
Bei Kleinwort Benson war er von 1985 bis 1993 als Direktor der Finanzen tätig. Seit 1994 ist er Executive Director von Botts & Co. Von 2000 bis 2010 war Chandos Vorsitzender (Chairman) von Capital and Regional Properties plc, wo er von 1993 bis 2010 auch Non-Executive Director war. Er war von 2004 bis 2006 Vorsitzender von The Television Corporation. Seit 1993 ist er bei Lopex Non-Executive Director. Von 1994 bis 1996 war er dies bei der Chrysalis Group plc. Außerdem ist er Direktor der Social Market Foundation.
Zuvor bekleidete er das Amt eines Governor der National Film and TV School und war Mitglied des Beirates (General Advisory Council) der Independent Broadcasting Authority. Er ist Direktor der Easter Holdings Ltd, des Invista European Real Estate Trust SICAF, New Ink Media Limited, Northbridge UK Ltd, Northbridge Management Ltd, Real Estate Credit Investments Limited (zuvor Queen’s Walk Investment Limited), RSMB Television Research Ltd, Scopetime Limited, Splash Media Limited und Zone Ltd.

## Mitgliedschaft im House of Lords
Beim Tod seines Vaters 1980 erbte er dessen Titel Viscount Chandos, of Aldershot in the County of Southampton (Peerage of the United Kingdom) sowie den damit verbundenen Sitz im House of Lords. Nach dem House of Lords Act 1999 verlor er seinen Sitz, bekam jedoch den Titel Baron Lyttelton of Aldershot, of Aldershot in the County of Hampshire als Life Peer im Jahre 2000 verliehen und somit erneut einen Sitz im House of Lords.
Dort gehörte er von 2003 bis 2006 dem Works of Art Committee, dem EU Sub-Committee A - Economic and Financial Affairs, sowie von 1985 bis 1986 International Trade an.

## Familie
Er ist seit 1985 mit Arabella Sarah Lucy Bailey verheiratet und hat mit ihr zwei Söhne und eine Tochter.